# Gabrielle Carey
Gabrielle Carey (Sydney, 10 de janeiro de 1959 – 4 de maio de 2023) foi uma escritora australiana conhecida pelo romance adolescente, Puberty Blues, que co-escreveu com Kathy Lette. Este romance foi o primeiro romance adolescente publicado na Austrália, escrito por adolescentes. Desde então, Carey se tornou professora sênior no programa de Escrita Criativa da Universidade de Tecnologia de Sydney, estudando James Joyce e Randolph Stow.

## Vida
Carey nasceu em Sydney e foi criada em uma casa ateu e humanista. Na Irlanda, em meados da década de 1980, ela se converteu à fé católica, convencendo-se da importância da espiritualidade na vida cotidiana. Depois de um ano na Irlanda, ela partiu e por vários anos viveu em uma pequena vila no México, retornando à Austrália no início dos anos 90.
Carey teve uma filha, Brigid, e um filho, Jimmy. Ela viveu em Sydney e foi escritora freelancer, escrevendo artigos ocasionais para o The Sydney Morning Herald e outros jornais. Antes de sua morte, trabalhava como professora de redação na Universidade de Tecnologia de Sydney.

## Puberty Blues
Carey e Lette se conheceram na adolescência aos 12 anos de idade ainda na escola e se tornaram melhores amigas. Ambos deixaram a escola mais cedo (Carey aos 15 anos e Lette um ano depois) contra a vontade de suas famílias. Saindo de casa, eles dividiram um apartamento juntos e escreveram Puberty Blues, baseado na vida de jovens surfistas de Sydney e suas namoradas. O romance chocou muitas pessoas por sua descrição gráfica do comportamento dos adolescentes. Carey e Lette também escreveram uma coluna para o Sydney "Sun Herald", sob o nome "The Salami Sisters".
Depois que o livro foi publicado, Carey e Lette se separaram e suas vidas se moveram em direções diferentes. Em 1981, foi feita uma versão cinematográfica do romance Puberty Blues, dirigido por Bruce Beresford.
Uma versão cinematográfica do livro autobiográfico de Carey, Just Us, um relato de seu relacionamento com o prisioneiro da Parramatta Gaol, Terry Haley, também foi feita em 1986. Foi dirigido por Gordon Glenn a partir de um roteiro de Ted Roberts.

## Publicações

### Novelas
- Puberty Blues with Kathy Lette (McPhee Gribble, 1979) ISBN 0-86914-010-8
- The Borrowed Girl (Picador, 1994) ISBN 0-330-35598-8

### Autobiografia e memórias
- Just Us (Penguin Books, 1984) ISBN 0-14-007425-2
- In My Father's House (Pan Macmillan Publishers Australia, 1992) ISBN 0-330-27294-2
- Moving among Strangers: Randolph Stow and My Family (University of Queensland Press, 2013) ISBN 9780702249921
- Falling Out of Love with Ivan Southall (Australian Scholarly Publishing, 2018) ISBN 9781925801538

### Ensaios pessoais
- So Many Selves (ABC Books, 2006) ISBN 978-0-7333-1982-2
- Waiting Room (Scribe Publications, 2009) ISBN 978-1-921372-62-9

### Editado
- The Penguin Book of Death with Rosemary Sorensen (Penguin Books, 1997) ISBN 0-14-025938-4